# 소록대교
소록대교(小鹿大橋)는 전라남도 고흥군 도양읍에 위치한 국도 제27호선을 구성하는 다리이다. 거금도 연륙교라고도 불린다.
육지인 고흥 반도와 소록도를 잇는 다리로 길이는 1,160m이며 연결도로를 포함하면 3,460m에 이른다. 12개 교각에 중앙부분에 주탑 2개가 케이블로 연결된 형태의 현수교로, 왕복 2차선의 도로로 구성되어 있으며 인도는 설치되어 있지 않다. 2001년 6월 착공하여 2007년 추석 연휴인 9월 22일부터 5일간 차도가 아닌 인도 형태로만 임시 개통되었으며, 2008년 6월에 완공되었다. 그러나 소록도 진입도로의 공사가 미처 완료되지 않아 정식 개통은 2009년 3월 2일에야 이루어졌다. 시공에서 개통까지 사업비는 총 1,652억원이 소요되었으며, 이 대교의 개통으로 기존 해상로 통행만 가능했던 소록도와 육지간을 육로로도 오갈 수 있게 되었다.

## 역사
- 2001년 6월 : 착공
- 2009년 3월 2일 : 통행 개시[5]

## 문제점
그러나 대교의 개통으로 불편한 점도 발생하였다. 소록대교의 고흥 반도쪽의 진입도로가 도양읍내를 한참 우회하여 개설되어 기존 배를 이용했을 때보다 2km 이상을 돌아가야 도양읍내에 도달이 가능하고, 소록도와 읍내 녹동항을 하루 40회 왕복 운항했던 선박인 도양 7호가 대교 개통으로 운항을 중단하여 소록도 주민들은 하루 4~5회만을 운행하는 병원 승합차나 병원선을 이용할 수밖에 없는 실정으로 전락하였다. 또한 평소 휠체어를 타고 다니던 어느 소록도 주민은 '선박이 운행했을 때는 선박을 무료로 이용할 수 있었으나 대교 개통 이후로는 대교를 직접 돌아서 건너야 된다'면서 '배를 이용했던 시절보다 오히려 더 불편하다'며 불만을 토로하였다. 또한 인도가 설치되지 않아 안전 문제에 대한 우려가 제기되었다.